# یواس‌اس اس‌سی-۵۲۱
یواس‌اس اس‌سی-۵۲۱ (به انگلیسی: USS SC-521) یک زیردریایی بود که طول آن 110 feet 10 inches و ارتفاع آن 10 feet 10 inches بود. این زیردریایی در سال ۱۹۴۲ ساخته شد.